# 253 Mathilde
253 Mathilde è un asteroide della fascia principale del diametro medio di circa 52,8 km. Scoperto nel 1885, presenta un'orbita caratterizzata da un semiasse maggiore pari a 2,6487491 au e da un'eccentricità di 0,2634183, inclinata di 6,74088° rispetto all'eclittica.
L'asteroide è dedicato a Mathilde Loewy, moglie dell'astronomo Maurice Loewy.
La sonda NEAR, durante il suo viaggio verso 433 Eros, ha effettuato il 27 giugno 1997 un sorvolo ravvicinato di 253 Mathilde: le informazioni raccolte hanno permesso di individuare ventitre crateri sulla sua superficie e di misurare con buona precisione le dimensioni, la massa e l'albedo dell'asteroide.